# Aksel Bonde Hansen
Aksel Bonde Hansen (29 de mayo de 1918-27 de mayo de 1996) fue un deportista danés que compitió en remo.
Participó en los Juegos Olímpicos de Londres 1948, obteniendo una medalla de plata en la prueba de cuatro sin timonel. Ganó una medalla de plata en el Campeonato Europeo de Remo de 1950.

## Palmarés internacional
| Juegos Olímpicos   | Juegos Olímpicos      | Juegos Olímpicos | Juegos Olímpicos   |
| Año                | Lugar                 | Medalla          | Prueba             |
| ------------------ | --------------------- | ---------------- | ------------------ |
| 1948               | Londres (Reino Unido) | Medalla de plata | Cuatro sin timonel |
| Campeonato Europeo |                       |                  |                    |
| Año                | Lugar                 | Medalla          | Prueba             |
| 1950               | Milán (Italia)        | Medalla de plata | Ocho con timonel   |